# 黒田日出男
黒田 日出男（くろだ ひでお、1943年1月9日 - ）は、日本の歴史学者。東京大学名誉教授。専門は日本中世史（絵画史料論、歴史図像学）。東京大学史料編纂所所長、立正大学文学部史学科教授、群馬県立歴史博物館館長を歴任。

## 略歴
東京生まれ。1961年東京都立白鷗高等学校卒、早稲田大学第一文学部史学科国史専修入学。1972年早稲田大学大学院文学研究科博士課程満期退学。1986年『日本中世開発史の研究』で早稲田大学より文学博士の学位を取得。
1972年東京大学史料編纂所・教務職員、1973年助手、1984年助教授、1989年教授、1997-1999年所長、1999-2003年東京大学史料編纂所附属画像史料解析センター長。2004年東京大学を定年退官、東京大学名誉教授、立正大学文学部教授。2013年退任。2002年より群馬県立歴史博物館館長（非常勤嘱託、2014年3月まで。のち名誉館長）。この間、宇都宮大学教育学部、学習院大学文学部、明治大学文学部、早稲田大学文学部、山梨大学教育学部、大阪市立大学大学院、東京大学文学部、同教育学部、同教養学部、等に出講。
所属学会は、歴史学研究会、史学会、日本史研究会、歴史科学協議会、民衆史研究会、立正大学史学会。
最も尊敬する歴史学者として、60歳を過ぎてから『鎌倉遺文』の完成に専心した恩師・竹内理三を挙げている。

## 著書

### 単著
- 『日本中世開発史の研究』（校倉書房、1984年）。角川源義賞（第七回国史部門）受賞
- 『姿としぐさの中世史―絵図と絵巻の風景から』（平凡社、1986年／平凡社ライブラリー、2002年）
- 『境界の中世　象徴の中世』（東京大学出版会、1986年）
- 『絵巻 子どもの登場―中世社会の子ども像』（河出書房新社、1989年）
- 『王の身体　王の肖像』（平凡社「イメージ・リーディング叢書」、1990年／ちくま学芸文庫、2009年）
- 『謎解き　洛中洛外図』（岩波書店〈岩波新書〉、1996年）
- 『歴史としての御伽草子』（ぺりかん社、1996年）
- 『中世荘園絵図の解釈学』（東京大学出版会、2000年）
- 『謎解き 伴大納言絵巻』（小学館、2002年）
- 『龍の棲む日本』（岩波書店〈岩波新書〉、2003年）
- 『絵画史料で歴史を読む』（筑摩書房「ちくまプリマーブックス」、2004年／増補・ちくま学芸文庫、2007年）
- 『吉備大臣入唐絵巻の謎』（小学館、2005年）
- 『江戸図屏風の謎を解く』（角川学芸出版〈角川選書〉、2010年）
- 『源頼朝の真像』（角川学芸出版〈角川選書〉、2011年）
- 『国宝神護寺三像とは何か』（角川学芸出版〈角川選書〉、2012年）
- 『豊国祭礼図を読む』（角川学芸出版〈角川選書〉、2013年）
- 『江戸名所図屏風を読む』（角川学芸出版〈角川選書〉、2014年）
- 『甲陽軍鑑』の史料論―武田信玄の国家構想』（校倉書房、2015年）
- 『洛中洛外図・舟木本を読む』（角川学芸出版〈角川選書〉、2015年）
- 『岩佐又兵衛と松平忠直　パトロンから迫る又兵衛絵巻の謎』（岩波書店〈岩波現代全書〉、2017年）
- 『岩佐又兵衛風絵巻の謎を解く』（角川学芸出版〈角川選書〉、2020年）

### 共編著
- <佐藤正英・古橋信孝>『御伽草子―物語・思想・絵画』（ぺりかん社、1990年）
- 『肖像画を読む』（角川書店、1998年）
- <メアリ=エリザベス=ベリ・杉本史子>『地図と絵図の政治文化史』（東京大学出版会、2001年）

### 辞典類
- 『歴史学事典』全16巻（弘文堂、1994-2008年）<樺山紘一・岸本美緒>
- <加藤友康・保谷徹・加藤陽子>『日本史文献事典』（弘文堂、2003年）

### 記念論文集
- 『黒山に龍がいた ―開発史から絵画史料論まで―』（黒田日出男先生退官記念誌刊行会、2004年2月）